# Thelypodiopsis retrofracta
Thelypodiopsis retrofracta är en korsblommig växtart som först beskrevs av Reed Clark Rollins, och fick sitt nu gällande namn av Reed Clark Rollins. Thelypodiopsis retrofracta ingår i släktet Thelypodiopsis och familjen korsblommiga växter. Inga underarter finns listade i Catalogue of Life.